# Expedition 33

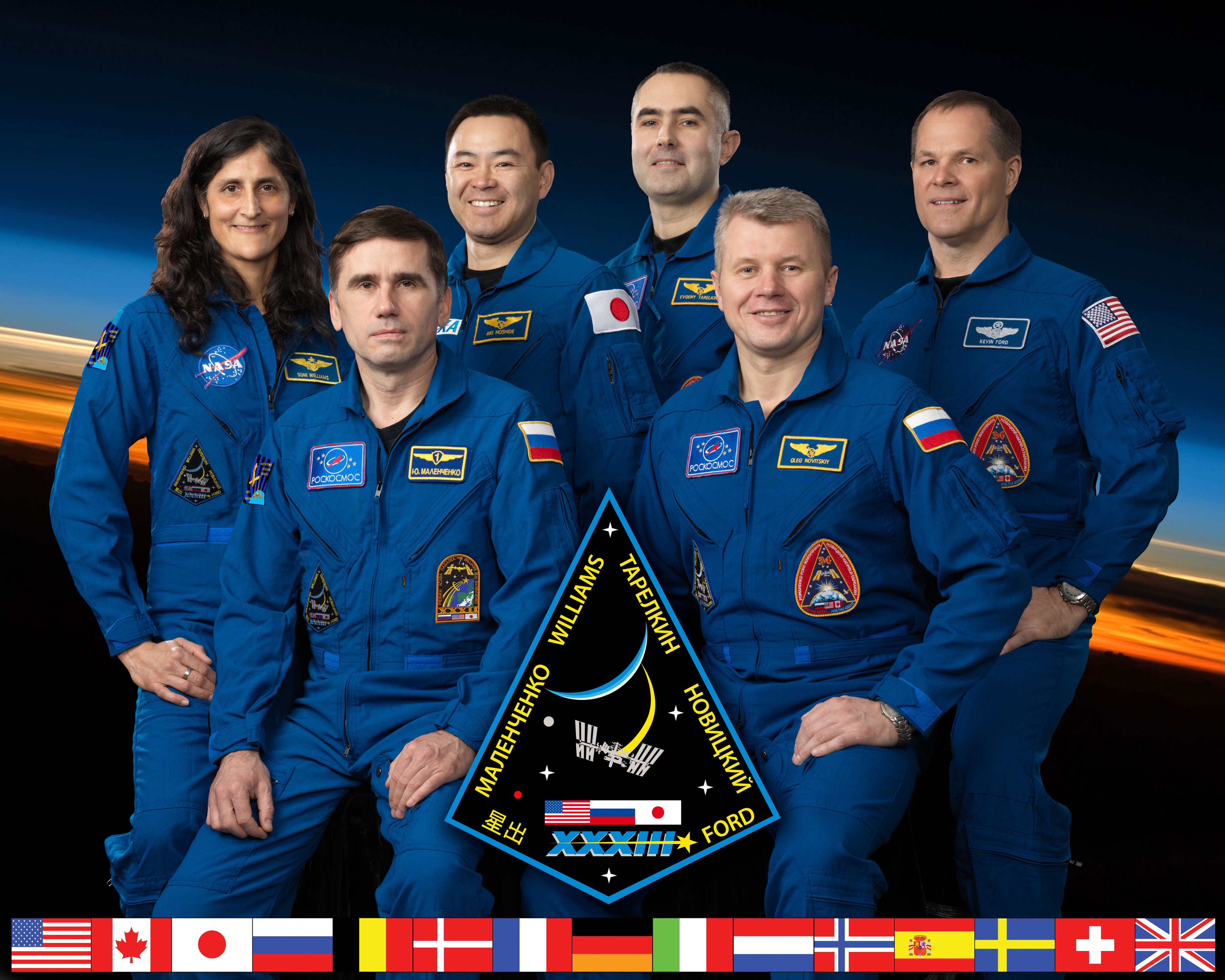
Expedition 33 besättning.

Expedition 33 var den 33:e expeditionen till Internationella rymdstationen (ISS). Expeditionen började den 16 september 2012 då delar av Expedition 32s besättning återvände till jorden med Sojuz TMA-04M .
Kevin A. Ford, Oleg Novitskij och Jevgenij Tarelkin anlände till stationen med Sojuz TMA-06M den 25 oktober 2012.
Expeditionen avslutades den 16 september 2012 då Sunita Williams, Jurij Malentjenko och Akihiko Hoshide återvände till jorden med Sojuz TMA-05M.

## Besättning
| Position       | Första delen (16 september - 25 oktober 2012) | Andra delen (25 oktober - 18 november 2012) |
| -------------- | --------------------------------------------- | ------------------------------------------- |
| Befälhavare    | Sunita Williams, NASA Hennes andra rymdfärd   | Sunita Williams, NASA Hennes andra rymdfärd |
| Flygingenjör 1 | Jurij Malentjenko, RSA Hans femte rymdfärd    | Jurij Malentjenko, RSA Hans femte rymdfärd  |
| Flygingenjör 2 | Akihiko Hoshide, JAXA Hans andra rymdfärd     | Akihiko Hoshide, JAXA Hans andra rymdfärd   |
| Flygingenjör 3 |                                               | Kevin A. Ford, NASA Hans andra rymdfärd     |
| Flygingenjör 4 |                                               | Oleg Novitskij, RSA Hans första rymdfärd    |
| Flygingenjör 5 |                                               | Jevgenij Tarelkin, RSA Hans första rymdfärd |